# 機堡 (漫威漫畫)
機堡（英語：Cable，或譯作锁链、電索、酷霸），本名納森·桑瑪斯（英語：Nathan Summers），是漫威漫畫中登場的虛構人物與超級英雄。

## 人物
納森·桑瑪斯是X戰警的隊長獨眼龍與琴·葛雷的複製人瑪德琳·普萊爾所生的兒子，年幼時被天啟陷害而感染了「科技有機病毒」。父親史考特為了治療他，忍痛讓來自未來的「阿斯卡尼族」女戰士帶他去遙遠的未來。而後「阿斯卡尼族之母(瑞秋·桑瑪斯，納森平行時空的姐姐)」用能力將自身的父母史考特和琴葛蕾的精神體帶到未來。在二人的教導下，納森成為了一個負責、果敢、有能力的戰士。因為某事件而回到現代的納森，為了教導「新變種人團隊」，想起了過去父親對自己說過的話「要成為現代跟未來之間的電纜（連結）」，將自己化名為機堡，並致力於讓未來更加光明、無憂、美好。

## 能力
機堡具有心靈感應與念力的能力。他可以用念力拆卸構造複雜的爆破裝置，並分離出每一個細小的零組件，甚至反過來在瞬間將其組裝回去。他甚至可以分辨或檢索出單個氧分子的存在，並能改變其構造。
他的心靈感應能力可以隔絕他人不懷好意的窺探，並能將其作用在其他人身上造成極佳的保護。
由於受到Techno-Organic病毒的感染，使他的心靈能力被限制，但同時也使他的力量、耐力與視力被大幅增強。
他在格鬥方面與金鋼狼不相上下，並能在與獵鷹交手後繼續抵擋美國隊長的進攻，爾後更與死侍在戰鬥中不打不相識，成為了摯友。

## 其他媒體

### 電影
- X戰警電影系列
  - 《死侍2》（2018年），由喬許·布洛林飾演。[3]。

### 電子遊戲
- 《Marvel: Ultimate Alliance 2》：由Keith Ferguson配音，在Xbox 360、PS3、PS4、Xbox One和電腦版可作為玩家能使用人物之一[4]。
- 《死侍》：機堡是輔助角色之一[5]。
- 《漫威英雄 Online》：由James M. Connor配音[6][7]。
- 《漫威：未來之戰》：手機遊戲，機堡是玩家可使用角色之一。

## 外部連結
- Cable （页面存档备份，存于） 漫畫書數據庫
- Cable （页面存档备份，存于） 超級英雄數據庫
- Marvel Comics Database: Cable （页面存档备份，存于）